# Шлибены

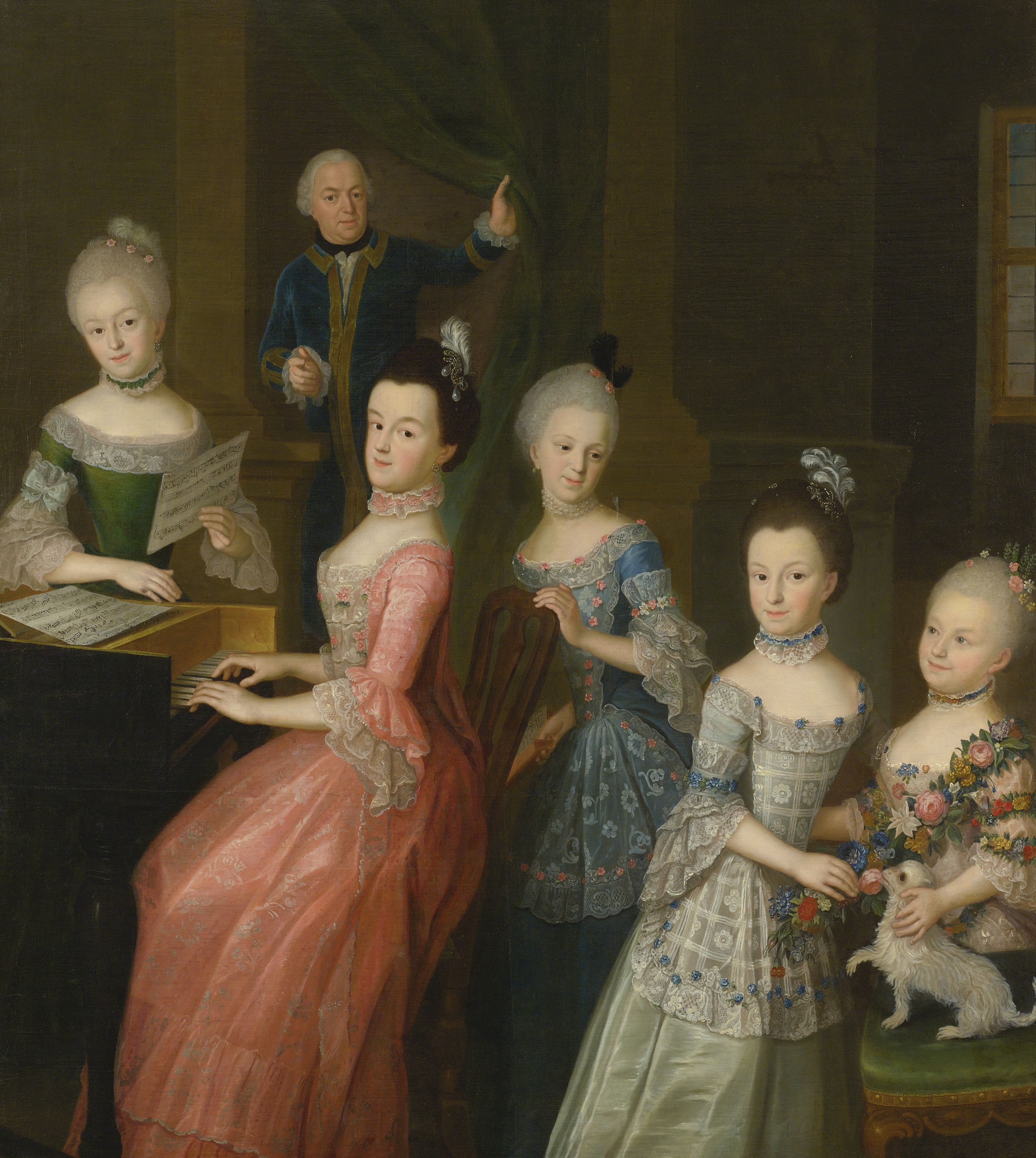
Граф Иоганн-Казимир фон Шлибен и его дочери (Кёнигсберг, ок. 1750)

Шлибены (Schlieben) — знатный саксонский род, изначально владевший местечком Шлибен (Сливин) в Нижней Лузации. Различные его ветви приобрели графский титул в 1660, 1704, 1718 и 1786 гг.
Вероятно, к этому роду принадлежал Отто фон Шлибен — крестоносец, упоминаемый в источниках под 1144 годом. В Средние века существовали две ветви рода — либшюцкая и мюльбергская. В 1454 г. Георг фон Шлибен вступил в Тевтонский орден и перебрался в Восточную Пруссию, где в 1469 г. приобрёл замок Гердауэн и посёлок Норденбург. Начиная с 1552 г. его потомки обосновались на мызе Сандиттен под Тапиау.

## Видные представители
- Лабориус фон Шлибен в 1484-86 гг. занимал епископскую кафедру в Любуше.
- Евстахий фон Шлибен (ум. 1568), приближённый Лютера, пользовался доверием бранденбургского курфюрста Иоахима Гектора и выстроил для своего семейства существующий по сей день замок в Фечау.
- Граф Адам Фридрих фон Шлибен (1677-1752), генерал на гессенской службе, взял в жёны 42-летнюю дочь принца Гессен-Гомбургского. Этот мезальянс породил много толков при дворах владетельных князей Германии.
- Граф Леопольд фон Шлибен (1723-1788) из Кёнигсберга был военным министром Фридриха Великого. Его дочь Фридерика (1757—1827) вышла замуж за генерала русской службы — принца Зондербург-Глюксбурского. Их внук взошёл на датский престол под именем Кристиана IX и был дедом русского царя Николая II (и прапрадедом Елизаветы II).
- Карл Вильгельм фон Шлибен[англ.] (1894-1964), генерал-лейтенант третьего рейха, участник Сталинградской битвы. В 1944 г. возглавлял оборону Шербура от союзников.